# Richard Diebenkorn
Richard Diebenkorn (ur. 22 kwietnia 1922, zm. 30 marca 1993) – amerykański malarz. 
Wczesne prace Richarda Diebenkorna związane były z ekspresjonizmem abstrakcyjnym a w latach 50. i 60. XX w. z ruchem Bay Area Figurative Movement. Jego późniejsze prace z najbardziej znaną Ocean Park zdobyły światowe uznanie.